# Allan Ackerman
Allan Ackerman es un mago estadounidense especializado en prestidigitación con cartas, aunque también practica la magia con monedas. Ha publicado una serie de libros y DVD en donde enseña técnicas de manipulación. Ackerman es, además, profesor de matemáticas e informática en la Universidad de Nevada.

## Libros de Ackerman
- The Esoterist (1971)
- Magic Mafia Effects (1970)
- Here's My Card (1978)
- Las Vegas Kardma (1994)

## Conferencias impartidas
- "Magic Castle Lecture Notes" (1991)
- "Day of Magic Lecture Notes" (August 1992)
- "Every Move a Move" (1992)
- "How to Tame A Moose" (1995)
- "Al Cardpone: The Las Vegas Blues Lecture" (Summer 1996)
- "Classic Handlings" (Fall 1999)
- "I Can't Believe It's Not All Cards Lecture Tour" (Summer 1997)
- "Wednesday Nights" (Spring 1994)
- "Ackerman 2004" (June 2004)